# Depozitář

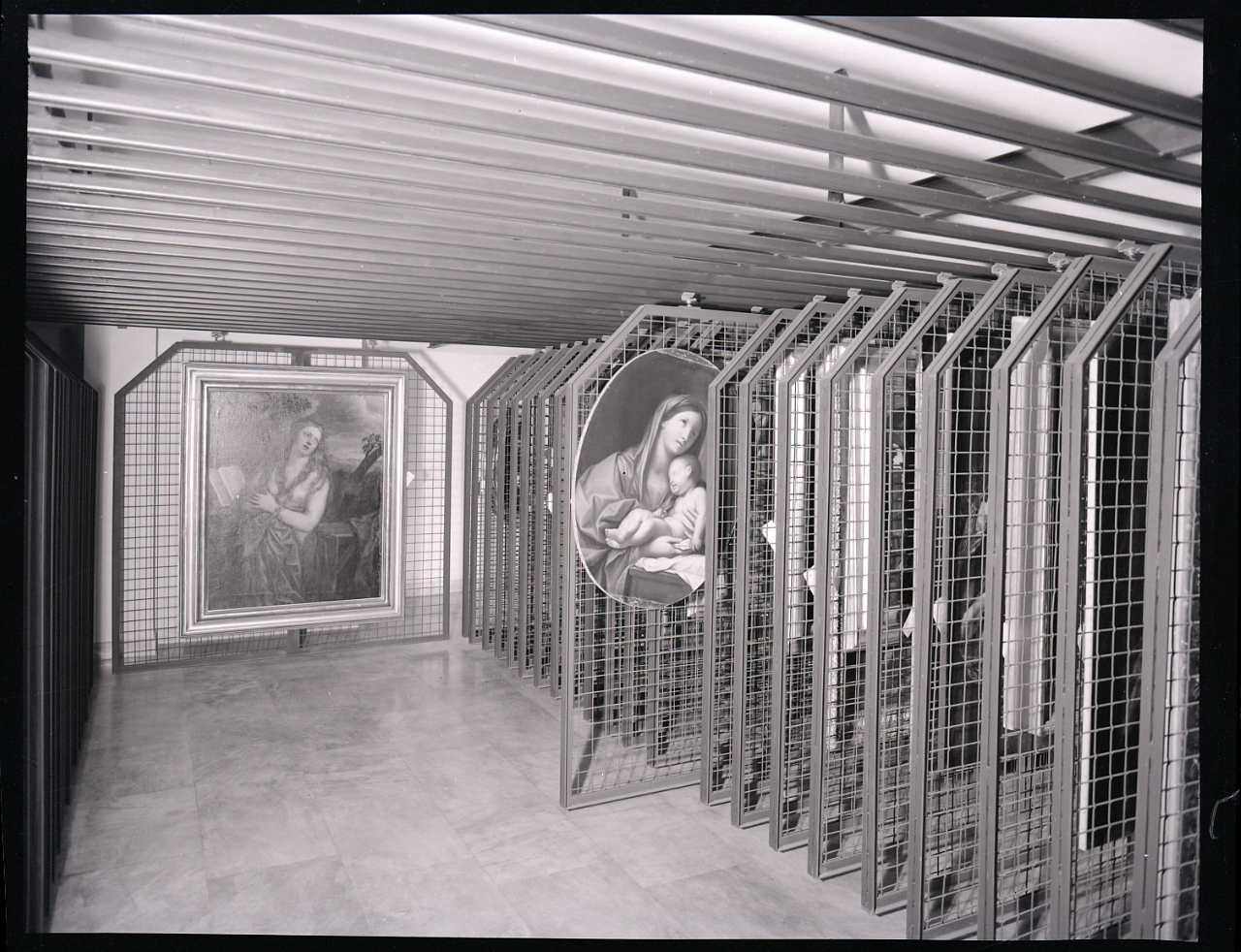
Fotografie z 60. let zachycující depozitář obrazů v Itálii

Depozitář (ze střlat. depositorium, od depono ukládat, odkládat) je speciální místnost nebo celá budova, kde muzeum uchovává svoje sbírkové předměty.
V depozitáři by mělo být vytvořeno pro každý materiál ideální klima. Pokud je tohoto stavu dosaženo, může předmět v těchto podmínkách existovat, aniž by docházelo k jeho degradaci i bez dalšího zásahu člověka, nebo se jeho degradace zásadně zpomalí.

## Podmínky v depozitáři
Při vytváření ideálního klimatu se bere zřetel na světlo (intenzitu, světelné spektrum), dále pak na relativní vlhkost, která může přímo způsobovat poškození předmětu nebo nepřímo tím, že podporuje rozvoj plísní či houby dřevomorky domácí. Dalšími faktory, které se sledují, je teplota, prašnost a také biologičtí škůdci.

## Zařízení depozitáře
Do depozitáře by neměl být přímý vstup z chodby a měla by se používat alespoň speciální obuv, určená pouze pro prostory depozitáře.
Depozitář by měl být vybaven kvalitním nábytkem, který by měl splňovat určitá kritéria. Může být vyroben jak ze dřeva, tak i z kovu, ale platí zásada, že materiál musí být chemicky stabilní. To znamená, že by dřevo nemělo být lepené a kov by měl být natřen chemicky stálou barvou. Otevřené regály by měly být přikryté. Pro tento účel se hodí fólie, avšak nevhodné jsou textilie. Podlahová krytina by měla být snadno udržovatelná a mít antistatické vlastnosti.